# Douglas TBD-1 Devastator

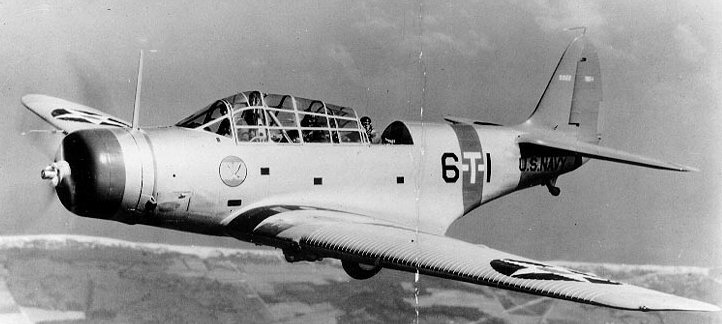
Douglas TBD-1 Devastator van het US Navy TBD-1 Torpedo Squadron Six (VT-6), gestationeerd op het vliegdekschip USS Enterprise (CV-6), 1938

Douglas TBD Devastator

De Douglas TBD-1 Devastator is een Amerikaanse torpedobommenwerper. Het toestel kwam in 1937 in dienst. Door de snelle evolutie van vliegtuigen geraakte de Devastator snel verouderd. Ze waren vaak gestationeerd op Amerikaanse vliegdekschepen en speelden een belangrijke rol in de Tweede Wereldoorlog, vooral tijdens de Slag in de Koraalzee en de Slag bij Midway.
Relatief weinig van de 129 gebouwde Douglas TBD-1 Devastators waren ten tijde van de Slag bij Midway bij de Amerikaanse marine nog in dienst. Van de 41 die tegen de Japanse vliegkampschepen in de aanval gezonden werden, omdat er geen andere beschikbaar waren, keerden er slechts zes terug. Het toestel was, toen het in 1937 in dienst kwam, de beste vliegkampschip-torpedobommenwerper ter wereld geweest, maar begin 1942, vooral tijdens de Slag in de Koraalzee en de Slag bij Midway, was het verouderd. De Devastator bleef na Midway nog kort bij twee eskadrons in dienst (VT-4 en VT-7), maar de meeste andere toestellen werden hierna alleen nog als trainings- en opleidingsvliegtuig gebruikt.
Deze torpedobommenwerpers waren traag in vergelijking met de snelle Zero's van de Japanners. Als ze in een goede lage aanvalspositie konden komen, konden ze hun torpedo lanceren naar een Japans schip en dan weer snel wegdraaien. Dat 'snel' verliep vaak te traag en te kwetsbaar, want hiermee gaf het vliegtuig zijn hele onderkant bloot, waarbij menig Amerikaanse piloot moest ondervinden dat hij flink werd beschoten. Vele Amerikaanse vliegeniers van deze toestellen kwamen om of konden zich nog redden met hun "Mae West"-reddingsvesten in zee. Daar moesten ze wachten op redding, door een Consolidated PBY Catalina-vliegboot, of gevangengenomen worden door Japanse watervliegtuigen.
De Devastators moesten bij een aanval tijdens de Slag bij Midway voortdurend beschermd worden door Amerikaanse jachttoestellen, maar die hadden zelf hun handen al vol met overleven tegenover de vijand. Het merendeel van de Devastators die opereerden werd dan ook afgeschoten door de Japanse lucht- en zeemacht.

## Technische gegevens
De motor was een Pratt & Whitney R-1830-stermotor van 900 pk. De bewapening was een vast, voorwaarts vurend .30 kaliber Browning M2/AN (een variant van de .30 M1919) óf in sommige gevallen een .50 kaliber Browning M2/AN-mitrailleur, en een flexibele opstelling met een enkele of dubbele .30 kaliber Browning M2/AN. In de rol van torpedobommenwerper bestond de afwerpbare bewapening uit een 22.5 inch (570 mm) Mark 13 torpedo. 
De Devastator kon ook een rol als horizontale bommenwerper vervullen. Aan de onderzijde van de romp, direct achter de motor zat een stel deuren met daarachter een Norden bommenrichter, die door een derde bemanningslid (gezeten tussen de piloot en de radiotelegrafist) bediend kon worden. In deze rol kon de Devastator verschillende afwerpbare wapens meenemen, waaronder:
- twee 134 kg zware dieptebommen
- twee 230 kg zware bommen
- twaalf 45 kg zware bommen

Hun maximumsnelheid bedroeg 370 km/h op 2.400 m. Hun stijgvermogen bedroeg 240 meter per minuut. De hoogteplafond bedroeg 6.600 m. Actieradius met één torpedo was 783 km. Gewicht: leeg 3.590 kg en beladen 5.090 kg. De spanwijdte was 16,30 m. en lengte 11,55 m. Het vliegtuig was bemand door een piloot, een bommenrichter (deze was enkel in de horizontale bommenwerperrol aanwezig) en een navigator-boordschutter.